# Pomadasys branickii
Pomadasys branickii is een  straalvinnige vissensoort uit de familie van grombaarzen (Haemulidae). De wetenschappelijke naam van de soort is voor het eerst geldig gepubliceerd in 1879 door Steindachner.
De soort staat op de Rode Lijst van de IUCN als niet bedreigd, beoordelingsjaar 2007.